# Tiptoes
Tiptoes (también conocida como Tiny Tiptoes) es una película de 2003 protagonizada por Kate Beckinsale, Matthew McConaughey, y Gary Oldman. La película fue estrenada en el Festival de Cine de Sundance de 2004.

## Sinopsis
Dos hermanos - un enano (Rolfe) y uno de tamaño normal (Steve). Cuando la novia de Steve, Carol, queda embarazada, la pareja teme que el bebé herede el gen de enanismo. La situación se complica aún más cuando ella se encuentra enamorándose de Rolfe.

## Elenco
- Gary Oldman como Rolfe.
- Peter Dinklage como Maurice.
- Kate Beckinsale como Carol.
- Matthew McConaughey como Steven Bedalia.
- Patricia Arquette como Lucy.
- Debbie Lee Carrington como Kitty Katz.
- Ed Gale como Bobby Barry.
- David Alan Grier como Jerry Robin Jr.
- Marcia de Rousse como Kathleen.
- Kacie Borrowman como Margaret.
- Michael J. Anderson como Bruno.
- Cherub Freed como Tiffany.
- Alexa Nikolas como Susan Barry.
- Brittney Guzman como Janice.
- Bridget Powers como Sally.
- Santiago Segura como Mánager de Motel.

|              |                  |                      |
| Gary Oldman. | Kate Beckinsale. | Matthew McConaughey. |

## Recepción
Basado en 7 comentarios, la película tiene un 29% en Rotten Tomatoes a partir de 2011.